# Project U.F.O.
Project U.F.O. ist eine US-amerikanische Mystery- und Science-Fiction-Fernsehserie, die von 1978 bis 1979 von Jack Webb für Mark VII Limited in Zusammenarbeit mit Worldvision Enterprise produziert wurde. Die Serie basiert auf dem Project Blue Book zur Erforschung des UFO-Phänomens; der Alternativtitel ist daher Project Blue Book. Die Erstausstrahlung erfolgte vom 19. Februar 1978 bis zum 19. Juli 1979 auf NBC. Der spanische Titel ist Proyecto UFO: Investigación OVNI, eine deutsche Synchronisation erfolgte nicht.

## Handlung
Major Jake Gatlin und Staff Sergeant Harry Fitz sind Angehörige der US Air Force und haben die Aufgabe, UFO-Sichtungen zu untersuchen. Gatlin interessiert sich für die Aufgabe auch deshalb, weil er als Pilot der Air Force selbst einmal ein Phänomen beobachtete, das nicht geklärt werden konnte und sein Interesse für das Project Blue Book weckte. In jeder Episode untersuchen Gatlin und Fitz einen im Blue Book aufgeführten Fall, so den Mantell-Zwischenfall (Mantell UFO incident) am 7. Januar 1948 in der Nähe von Maysville (Kentucky).
In der zweiten Staffel schied Jordan aus und wurde durch Edward Winter ersetzt, der Captain Ben Ryan darstellte.

## Trivia
- Retrospektiv gesehen gilt die Serie als Vorläufer von Akte X – Die unheimlichen Fälle des FBI.